# Rowohlt Verlag
Rowohlt Verlag este o editură germană care a fost fondată în 1908 la Leipzig. Astăzi, Rowohlt este un grup editorial cu sedii la Reinbek și Berlin.

## Istoric

### Prima editură: 1908-1913
Ernst Rowohlt a fondat editura în 1908, stabilindu-i sediul în partea din față a celebrei clădiri Offizin Drugulin din Leipzig. Prima carte pe care a publicat-o, Lieder der Sommernächte a prietenului său din școală, Gustav Edzard din Bremen, s-a dovedit a fi nevandabilă. Kurt Wolff a fost un partener secund care, după câteva dispute personale cu Rowohlt, a preluat editura în 1912 și a dobândit, printre altele, drepturile de editare ale operelor lui Johannes R. Becher, Max Brod, Georg Heym și Franz Kafka. Primii autori care au fost publicați au fost Paul Scheerbart, Herbert Eulenberg sau Max Dauthendey.

### A doua editură: 1919-1943
După încheierea Primului Război Mondial, Rowohlt a reînființat compania în 1 februarie 1919 la Berlin. Lectori au fost Paul Mayer și Franz Hessel. Moskau 1920 al lui Alfons Goldschmidt, Der Tulpenfrevel al lui Heinrich Eduard Jacobs și Menschheitsdämmerung al lui Kurt Pinthud au fost succese comerciale ale editurii în anul 1920. Un an mai târziu, a fost tipărit primul bestseller, Besonnte Vergangenheit. Lebenserinnerungen 1859–1919 al lui Carl Ludwig Schleich, care a ajuns la 1 milion de exemplare până în 1966, cu un tiraj de peste 1 Milion de exemplare a ajuns. Cu Alfons Goldschmidts Moscova 1920, Heinrich Eduard Jacobs Tulpenfrevel și amurgul lui Kurt Pinthus, prima casa 1920 succese.
În anii 1920 au apărut mai multe ediții ale operelor lui Honoré de Balzac și Giacomo Casanova. Autorul de succes al acelor ani au fost Emil Ludwig. Săptămânalul , Die literarische Welt (editat de Willy Haas) a apărut începând din 1925, iar Joachim Ringelnatz și-a publicat la editura Rowohlt toate volumele sale de poezii și de proză până la moartea sa, în 1934. Editura i-a descoperit treptat pe autorii americani și a început să includă în programul său editorial cărți de Sinclair Lewis și Ernest Hemingway. Alți autori publicați de editură au fost Kurt Tucholsky, Robert Musil, Ernst von Salomon și Leo Slezak.
După preluarea puterii de către național-socialiști, aproximativ 50% dintre cărțile editurii au fost interzise, confiscate și arse. Publicarea cărții Adalbert Stifter a lui Bruno Adler sub pseudonimul Urban Roedl a condus la interdicția profesării meseriei de editor de către Rowohlt în 1938, deoarece a fost acuzat de camuflarea scriitorilor evrei. Rezultatul a fost emigrarea lui Rowohlt împreună cu familia sa în Brazilia în februarie 1939.
Editura a fost afiliată companiei Deutschen Verlags-Anstalt din Stuttgart, la inițiativa autorităților de stat. În 1943 ea a fost închisă în cele din urmă.

### A treia fondare a editurii: 1945

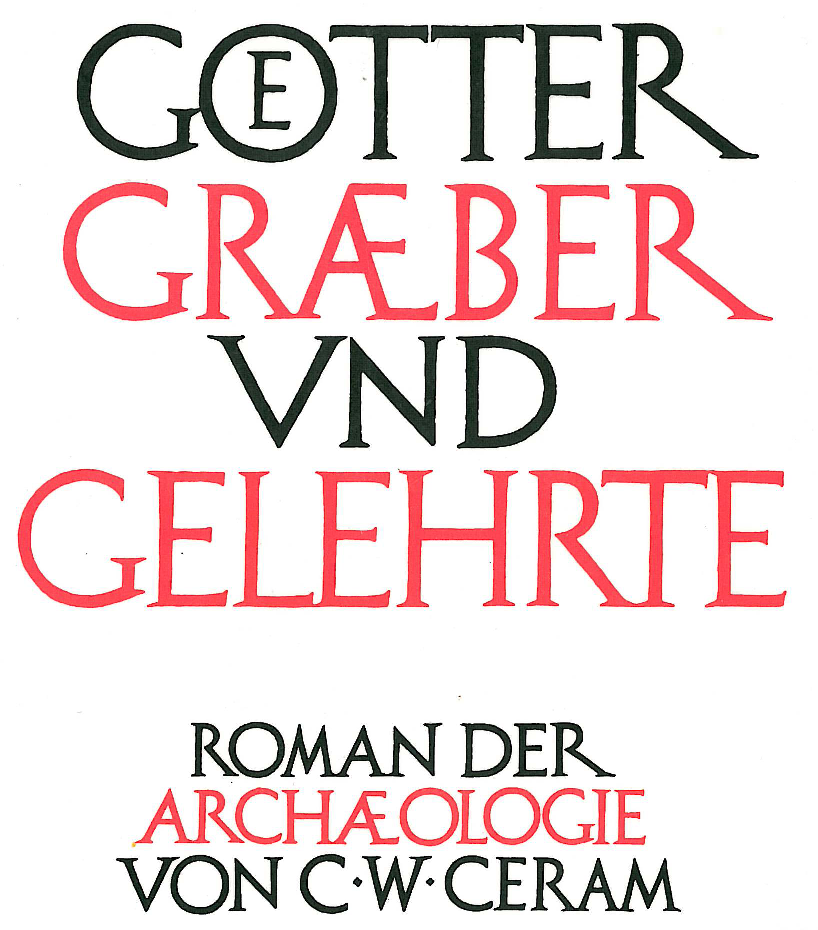
Coperta bestsellerului Götter, Gräber und Gelehrte (1949)

La 9 noiembrie 1945, Heinrich Maria Ledig (cel mai mare fiu al lui Rowohlt) a primit licența de la americani pentru redeschiderea companiei. Aceasta a avut loc la Hohengeren din Stuttgart.Pe 9 noiembrie 1945 Heinrich Maria Ledig (fiul cel mai mare al lui Rowohlt) a primit de la americani licența pentru redeschiderea companiei. Sediul companiei a fost stabilit în cartierul Am Hohengeren din Stuttgart.
În primii ani editura a publicat operele lui Kastner, Joachim Ringelnatz și Tucholsky. Au fost înființate revistele Pinguin și story (care conținea texte ale unor scriitori străini). Prin filiala sa de la Baden-Baden, care era condusă de Kurt Kusenberg, au avut loc contacte importante cu scriitori francezi precum Jean-Paul Sartre, Simone de Beauvoir, Albert Camus și Jacques Prévert. Tinerii poeți germani Walter Jens, Arno Schmidt și Dieter Meichsner au publicat volume la această editură. Drama Draußen vor der Tür de Wolfgang Borchert a beneficiat de mare atenție în 1947, o senzație de mare și a fost jucată în aproape toate studiourile teatrale studențești.
Pe 1 decembrie 1960 a murit Ernst Rowohlt și H. M. Ledig-Rowohlt a preluat conducerea editurii. El a condus compania până în 1982.
Printre scriitorii internaționali publicați de editură se numără Paul Auster, Nicholson Baker, Simone de Beauvoir, Harold Brodkey, Albert Camus, Roald Dahl, Jeffrey Eugenides, Jon Fosse, Jonathan Franzen, Stephen Hawking, Ernest Hemingway, Siri Hustvedt, Denis Johnson, Cormac McCarthy, David Mitchell, Toni Morrison, Vladimir Nabokov, Harold Pinter, Thomas Pynchon, Philip Roth, José Saramago și John Updike. Autorii germani din secolul al XX-lea și din prezent care au colaborat cu editura au fost, printre alții, Wolfgang Borchert, C. W. Ceram, Gisela Elsner, Hans Fallada, Joachim Fest, Wolfgang Herrndorf, Elfriede Jelinek, Daniel Kehlmann, Georg Klein, Erika Mann, Klaus Mann, Heinz Strunk, Kurt Tucholsky și Martin Walser.